# Chiropetalum quinquecuspidatum
Chiropetalum quinquecuspidatum là một loài thực vật có hoa trong họ Đại kích. Loài này được (A.Juss.) Pax & K.Hoffm. mô tả khoa học đầu tiên năm 1912.